# Klein Nordende
Klein Nordende – miejscowość i gmina w północnej części Niemiec, w kraju związkowym Szlezwik-Holsztyn, w powiecie Pinneberg, wchodzi w skład Związku Gmin Elmshorn-Land.

## Współpraca
- Zempin, Meklemburgia-Pomorze Przednie[1]